# Two Is One
Two Is One ist ein Musikalbum von Howard Riley. Die am 4. Juli 2005 im Gateway Studio, London, entstandenen Aufnahmen erschienen im März 2006 auf dem Label Emanem.

## Hintergrund
Zum ersten Mal seit über einem Vierteljahrhundert, als er Intertwine (Music for Two Pianos) (1977) aufgenommen hatte, spielte der Pianist Riley Duette in einem Londoner Studio im Overdub mit sich selbst. Riley improvisierte neun kurze Stücke – keines länger als acht Minuten – und fügte dann sofort einen zweiten Klavierpart hinzu, in dem er auf die Wiedergabe des ersten reagierte. Er griff hier auf ein Reservoir an Material der Klaviergeschichte und entsprechenden Spielern zurück, notierte John Eyles. Der einzige, den Riley namentlich erwähnt, ist Thelonious Monk bei „Osoiretsim“ – nicht improvisiert, sondern basierend auf der Monk-Komposition „Misterioso“ (von der gleichnamigen LP aus dem Jahr 1958).

## Titelliste
- Howard Riley: Two Is One (Emanem 4127)[2]

1. Two Is One 5:20
2. Closely 7:30
3. Empathy 4:36
4. Second Thoughts 5:09
5. Doubling 5:20
6. Osoiretsim 6:41
7. Hear and Now 7:06
8. With Strings 7:18
9. Unique 7:05
10. After the Storm 5:35

Die Kompositionen stammen von Howard Riley.

## Rezeption
Nach Ansicht von John Eyles, der das Album in All About Jazz rezensierte, ist Two is One ein nahezu makelloses Juwel. Die resultierende Musik – mit dem ersten Aufnahme auf dem linken Kanal und der zweiten auf dem rechten – klinge nicht überspielt; vielmehr würde es so erscheinen, als würden zwei Spieler, die völlig auf die Gedanken des anderen eingestellt sind, spontan und ohne Vorsatz gemeinsam improvisieren. Reiz und Reaktion griffen so gut ineinander, dass es ohne diese Kanaltrennung fast unmöglich wäre, zu bestimmen, wer welcher ist [also der erste oder der zweite Spieler]. Es gebe hier eine Fülle reichhaltiger, abwechslungsreicher Musik, Musik, zu der man immer wieder zurückkehren möchte.
François Couture verlieh dem Album in Allmusic vier Sterne und schrieb, Howard Riley habe bereits in den 1970er-Jahren mit der Idee der überspielten freien Improvisation experimentiert. Mit Two Is One würde er mit voller Kraft dazu zurückkehren. Bereits das Titelstück veranschauliche, wie dünn die Grenze zwischen freier Improvisation, strukturierter Improvisation und Komposition ist: Hier folge Riley sich selbst genau und erzeuge einen sehr engen Dialog, der im Einklang ende. Selbst wenn er frei spiele, entwickle Riley immer ein gewisses Maß an Melodik („After the Storm“ sei ein interessantes Beispiel einer spontanen Ballade), was seine Soloalben immer unterhaltsam mache. Dieses hier sei keine Ausnahme.